# Platja de Carniciega
La Platja de Carniciega, també coneguda com a Platja de la Barquera, es troba en el concejo asturià de Gozón i pertany a la localitat de La Granda. El grau d'urbanització i d'ocupació són baixos i el seu entorn és rural.

## Descripció
El jaç té la sorra de gra mitjà i de color torrat. Les baixades per als vianants són molt fàcils, inferiors a 500 m. Els graus d'urbanització i ocupació són molt baixos. És una de les platges més afables, tranquil·les i amb millor sorra d'Astúries.
Per accedir a aquesta platja cal seguir un camí que va cap a la Platja d'Aguilera o bé per un altre que ve des de la Platja de Verdicio. Durant la baixamar es pot passar fàcilment des de la Platja de Verdicio a la de Carniciega. La ubicació de l'aparcament no està indicada però es pot accedir prenent la primera desviació, en corba, si se circula des de Verdicio cap a Avilés per la «carretera de la costa» 
Aquesta zona, que forma part de la Costa Central asturiana, és considerada com a Paisatge protegit del Cap de Penyes. En les proximitats està el Castro dels Garabetales i un conjunt dunar extens. Disposa d'aparcament en un prat proper i servei de vigilància. La zona és «Paisatge protegit del Cap Penyes».